# Hande Erçel
Hande Erçel (24 novembre 1993) est une actrice turque.
Elle se fait connaître en jouant un rôle principal dans la série "Güneşin Kızları" avec le rôle de "Selin".
Avec près de 31 millions d'abonnés, elle est selon Cosmopolitan l'actrice turque la plus suivie sur Instagram.
Elle a été en couple avec Murat Dalkılıç (en)  pendant près de quatre ans.